# 蟇目站
蟇目站（日语：／ Hikime eki */?）是位於岩手縣宮古市蟇目，東日本旅客鐵道（JR東日本）的山田線車站。

## 歷史
- 1934年（昭和9年）11月6日：車站啟用[1][2]。
- 1946年（昭和21年）11月26日：風災與水災的影響下，此站至平津戶站之間不能通行。
- 1949年（昭和24年）3月5日：此站至茂市站之間重開。
- 1961年（昭和36年）11月1日：結束貨物起卸業務[2]。
- 1982年（昭和57年）11月15日：結束行李起卸業務[4]。成為無人車站[5]（實際上是簡易委託化，後來廢止）。
- 1987年（昭和62年）4月1日：伴隨國鐵分割民營化，車站由東日本旅客鐵道（JR東日本）營運[1][2]。

## 車站構造
車站是一座地面車站，設有1面1線的單式月台，原本此站可進行列車交會。木製車站大樓已經撤走，現時只有簡易車站大樓，大樓內只有候車室。原本此站是有人車站，後來變為簡易委託車站，現時變為無人車站。

## 車站周邊
- 國道106號（日语：国道106号）
- 閉伊川（日语：閉伊川）
- 岩手縣北巴士（日语：岩手県北自動車）、新里地域巴士（日语：新里地域バス）「蟇目站前」巴士站

## 相鄰車站
東日本旅客鐵道（JR東日本）
■山田線
□快速「谷灣」
通過
■普通
茂市－蟇目－花原市

## 注腳
1. 1 2 3  曾根悟（監修）. 朝日新聞出版分冊百科編集部（編集） , 编. . 週刊朝日百科. 21号 釜石線・山田線・岩泉線・北上線・八戸線. 朝日新聞出版. 2009-12-06: 18-19 （日语）.
2. 1 2 3 4  石野哲（編）. . JTB. 1998: 499. ISBN 978-4-533-02980-6 （日语）.
3. ↑  通「蟆」
4. ↑  . 官報. 1982-11-13 （日语）.
5. ↑  . 鐵道公報 (日本國有鐵道總裁室文書課). 1982-11-13: 8.

## 外部連結
- 車站資訊（蟇目）：東日本旅客鐵道（日語）